# Superettan 2023
La Superettan 2023 è stata la 24ª edizione del secondo livello del campionato di calcio svedese nel suo formato attuale. La stagione è iniziata il 1º aprile e si è conclusa l'11 novembre 2023. A fine stagione il Västerås SK e il GAIS sono stati promossi in Allsvenskan, mentre lo Jönköpings Södra e l'AFC Eskilstuna sono stati retrocessi in Ettan.

## Stagione

### Novità
- Promosse dalla Ettan 2022
  - Gefle IF - Vincitore Ettan Norra
  - GAIS - Vincitore Ettan Södra
- Retrocesse dalla Allsvenskan 2022
  - Helsingborg
  - GIF Sundsvall

### Formula
Le 16 squadre partecipanti si affrontano in un girone all'italiana con partite di andata e ritorno, per un totale di 30 giornate. Le prime due classificate ottengono la promozione in Allsvenskan, mentre la terza gioca uno spareggio con la terzultima in Allsvenskan. Le ultime due classificate vengono retrocesse in Ettan, mentre la terzultima e la quartultima giocano uno spareggio contro le seconde nei due gironi di Ettan.

## Squadre partecipanti
| Club             | Città       | Stadio           | Stagione precedente      |
| ---------------- | ----------- | ---------------- | ------------------------ |
| AFC Eskilstuna   | Eskilstuna  | Tunavallen       | 8º posto in Superettan   |
| Brage            | Borlänge    | Domnarvsvallen   | 7º posto in Superettan   |
| GAIS             | Göteborg    | Gamla Ullevi     | 1º posto in Ettan Södra  |
| Gefle            | Gävle       | Gavlevallen      | 1º posto in Ettan Norra  |
| GIF Sundsvall    | Sundsvall   | NP3 Arena        | 16º posto in Allsvenskan |
| Helsingborg      | Helsingborg | Olympia          | 15º posto in Allsvenskan |
| Jönköpings Södra | Jönköping   | Stadsparksvallen | 12º posto in Superettan  |
| Landskrona BoIS  | Landskrona  | Landskrona IP    | 6º posto in Superettan   |
| Örebro           | Örebro      | Behrn Arena      | 10º posto in Superettan  |
| Örgryte          | Göteborg    | Gamla Ullevi     | 13º posto in Superettan  |
| Öster            | Växjö       | Visma Arena      | 3º posto in Superettan   |
| Östersund        | Östersund   | Jämtkraft Arena  | 14º posto in Superettan  |
| Skövde AIK       | Skövde      | Södermalms IP    | 5º posto in Superettan   |
| Trelleborg       | Trelleborg  | Vångavallen      | 4º posto in Superettan   |
| Utsiktens BK     | Göteborg    | Bravida Arena    | 11º posto in Superettan  |
| Västerås SK      | Västerås    | Iver Arena       | 9º posto in Superettan   |

## Classifica
Aggiornata all'11 novembre 2023
|  | Pos. | Squadra          | Pt | G  | V  | N  | P  | GF | GS | DR  |
|  | ---- | ---------------- | -- | -- | -- | -- | -- | -- | -- | --- |
|  | 1.   | Västerås SK      | 63 | 30 | 19 | 6  | 5  | 48 | 24 | 24  |
|  | 2.   | GAIS             | 57 | 30 | 17 | 6  | 7  | 61 | 23 | 38  |
|  | 3.   | Utsiktens BK     | 55 | 30 | 16 | 7  | 7  | 50 | 31 | 19  |
|  | 4.   | Öster            | 54 | 30 | 16 | 6  | 8  | 57 | 35 | 22  |
|  | 5.   | Östersund        | 42 | 30 | 10 | 12 | 8  | 44 | 39 | 5   |
|  | 6.   | Brage            | 41 | 30 | 12 | 5  | 13 | 39 | 42 | -3  |
|  | 7.   | Landskrona BoIS  | 39 | 30 | 11 | 6  | 13 | 40 | 49 | -9  |
|  | 8.   | Trelleborg       | 39 | 30 | 10 | 9  | 11 | 40 | 52 | -12 |
|  | 9.   | Gefle            | 37 | 30 | 9  | 10 | 11 | 36 | 45 | -9  |
|  | 10.  | GIF Sundsvall    | 35 | 30 | 9  | 8  | 13 | 37 | 53 | -16 |
|  | 11.  | Örebro           | 34 | 30 | 8  | 10 | 12 | 43 | 45 | -2  |
|  | 12.  | Helsingborg      | 33 | 30 | 8  | 9  | 13 | 32 | 37 | -5  |
|  | 13.  | Skövde AIK       | 33 | 30 | 9  | 6  | 15 | 42 | 52 | -10 |
|  | 14.  | Örgryte          | 32 | 30 | 8  | 8  | 14 | 33 | 47 | -14 |
|  | 15.  | Jönköpings Södra | 31 | 30 | 7  | 10 | 13 | 43 | 57 | -14 |
|  | 16.  | AFC Eskilstuna   | 31 | 30 | 7  | 10 | 13 | 28 | 42 | -14 |

Legenda:
      Promosse in Allsvenskan
 Ammesse agli spareggi
      Retrocesse in Ettan
Note:
Tre punti a vittoria, uno a pareggio, zero a sconfitta.

## Spareggi

### Spareggi per la Superettan 2024
|               | Risultati |               | Luogo e data                 |
| ------------- | --------- | ------------- | ---------------------------- |
| Falkenberg    | 2 - 2     | Skövde AIK    | Falkenberg, 23 novembre 2023 |
| Skövde AIK    | 3 - 0     | Falkenberg    | Skövde, 26 novembre 2023     |
|               |           |               |                              |
| Nordic United | 0 - 1     | Örgryte       | Södertälje, 23 novembre 2023 |
| Örgryte       | 1 - 0     | Nordic United | Göteborg, 26 novembre 2023   |
|               |           |               |                              |

## Statistiche

### Individuali

#### Classifica marcatori
| Gol | Rigori |  | Giocatore            | Squadra         |
| --- | ------ |  | -------------------- | --------------- |
| 17  |        |  | Jesper Westermark    | Öster           |
| 16  |        |  | Lucas Hedlund        | Utsiktens BK    |
| 14  | 1      |  | Jabir Abdihakim Ali  | Västerås SK     |
| 14  | 2      |  | Adam Bergmark Wiberg | Öster           |
| 13  | 3      |  | Karl Holmberg        | Örebro          |
| 11  | 3      |  | Julius Lindberg      | GAIS            |
| 10  |        |  | Mervan Çelik         | GAIS            |
| 9   |        |  | Malcolm Stolt        | Östersund       |
| 9   |        |  | Ousmane Diawara      | Landskrona BoIS |
| 9   | 2      |  | Ieltsin Camões       | Brage           |
| 9   | 3      |  | Leo Englund          | Gefle           |